# 茹塔伊

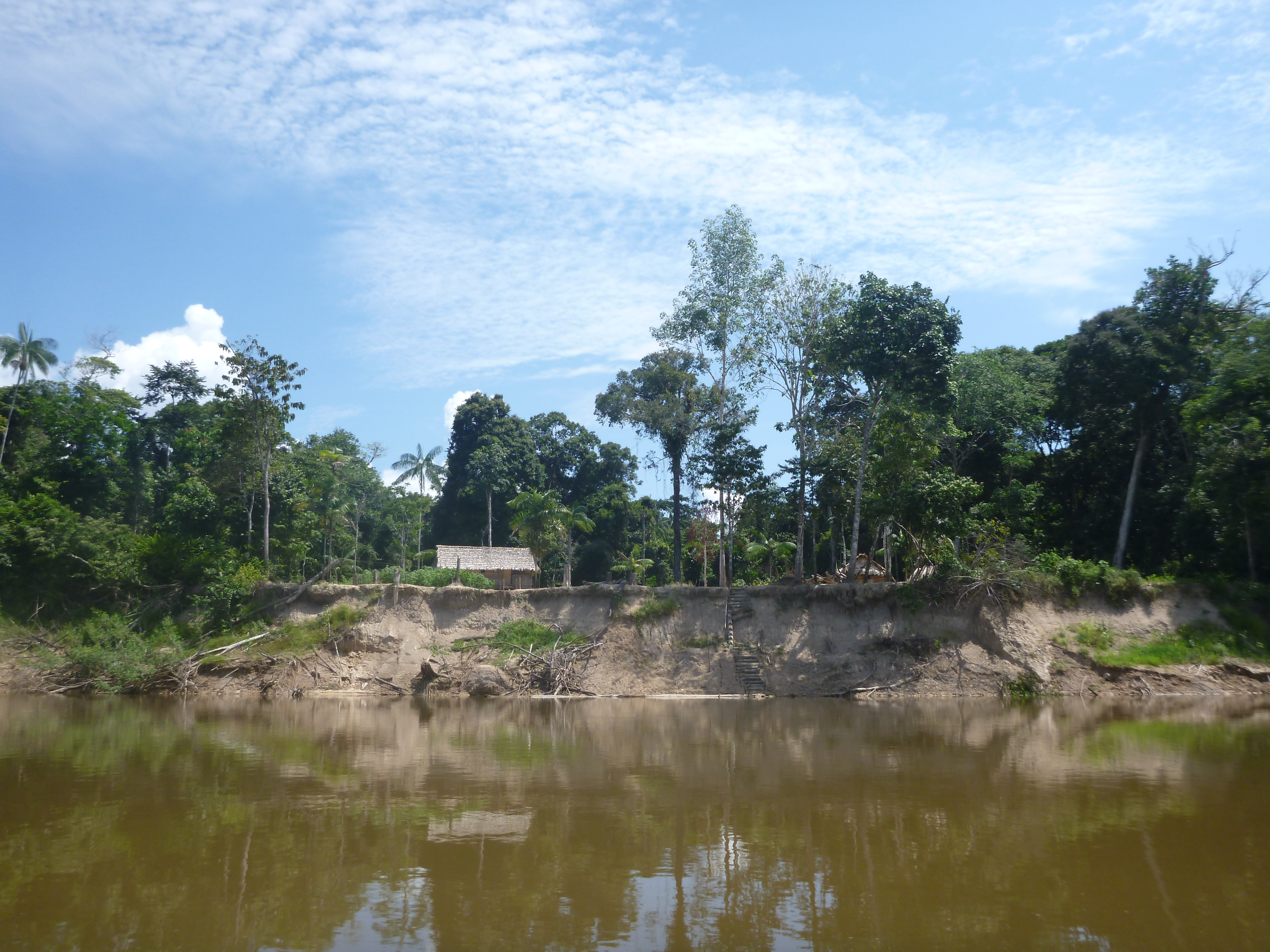
茹塔伊

茹塔伊（葡萄牙語：Jutaí）是巴西的城鎮，位於該國北部，由亞馬遜州負責管轄，始建於1728年，面積69,552平方公里，海拔高度70米，2010年人口17,964，人口密度每平方公里0.26人。